# Tapinothelops concolor
Tapinothelops concolor är en spindelart som först beskrevs av Lodovico di Caporiacco 1947.  Tapinothelops concolor ingår i släktet Tapinothelops och familjen vårdnätsspindlar. Inga underarter finns listade i Catalogue of Life.